# Atle Kvålsvoll
Atle Kvålsvoll (Trondheim, 10 d'abril de 1962) és un ciclista noruec, que fou professional entre el 1988 i el 1994. Actualment és director esportiu a l'equip Sparebanken Sør.

## Palmarès en pista
- 1985
  -  Campió de Noruega en persecució per equips

## Palmarès en ruta
- 1985
  - Vencedor d'una etapa de la Volta a Noruega
- 1989
  - 1r de la Volta a Suècia i vencedor d'una etapa
- 1990
  - 1r del Tour de Valclusa
- 1991
  - 1r del Trofeu dels Escaladors
  - Vencedor d'una etapa del Tour DuPont
- 1992
  - Vencedor d'una etapa del Tour DuPont

### Resultats al Tour de França
- 1988. No surt (16a etapa)
- 1989. 46è de la classificació general
- 1990. 26è de la classificació general
- 1991. No surt (18a etapa)
- 1992. 49è de la classificació general
- 1994. 79è de la classificació general

### Resultats al Giro d'Itàlia
- 1991. 79è de la classificació general. Vencedor d'una etapa